# C. O. Slyfield
C. O. Slyfield est un ingénieur du son américain ayant travaillé, principalement pour les studios Disney.

## Filmographie
- 1940 : Fantasia segment L'Apprenti sorcier
- 1941 : Victoire dans les airs
- 1944 : Les Trois Caballeros
- 1946 : La Boîte à musique
- 1946 : Mélodie du Sud
- 1947 : Coquin de printemps
- 1948 : Mélodie Cocktail
- 1948 : Danny, le petit mouton noir
- 1949 : Le Crapaud et le Maître d'école
- 1950 : Cendrillon
- 1951 : Alice au pays des merveilles
- 1953 : Everglades, monde mystérieux (Prowlers of the Everglades)
- 1953 : Peter Pan
- 1954 : Vingt Mille Lieues sous les mers
- 1955 : La Belle et le Clochard
- 1999 : Fantasia 2000 segment L'Apprenti sorcier